# Hypoöstrogenism
Hypoöstrogenism eller östrogenbrist är ett tillstånd av för låga värden östrogen, vilket som regel drabbar endast kvinnor.
Hypoöstrogenism kan bero på att äggstockarna inte producerar tillräckligt med östrogen (hypogonadism), vilket kan uppkomma vid puberteten eller klimakteriet. Eftersom omvandlingen av testosteron till östrogen är beroende av fettvävnad kan det också uppkomma vid undervikt, till följd av anorexia nervosa, svält eller hård fysisk träning.
Vid hypoöstrogenism minskar bentätheten, risken för kardiovaskulära sjukdomar ökar, och den reproduktiva förmågan sänks vilket kan yttra sig som amenorré i fertil ålder. På grund av den minskade omvandlingen till östrogen, kan tillståndet hänga samman med hyperandrogenism vilket kan ge hirsutism och annan utveckling av manliga sekundära könskarakteristika (virilism).
Brist på östrogen leder till överdriven hunger (hyperfagi) och fetma med tendens till bukfetma men med minskat underhudsfett, och tillståndet ökar därmed risken för metabolt syndrom och dess komplikationer. För låga värden östrogen ökar risken för inflammationer.
Det är osäkert om hypoöstrogenism kan orsaka besvär hos män.